# Galdames
Pour les articles homonymes, voir Galdames (homonymie).
Galdames est une commune de Biscaye dans la communauté autonome du Pays basque en Espagne.

## Géographie
La commune de Galdames est limitrophe avec les communes de Muskiz, Abanto-Zierbena, Ortuella, Trapagaran, Barakaldo, Güeñes, Zalla et de Sopuerta. Son point le plus haut est le mont Ganeran (822 m), dans les montagnes de Triano, dont la majorité des sommets se trouvent dans cette municipalité.

## Quartiers
Les quartiers de Galdames sont La Aceña-Atxuriaga, Larrea, Concejuelo (Loizaga), Montellano, Umaran, San Esteban Galdames, Txabarri et San Pedro Galdames comme quartier principal.

## Patrimoine
- Grotte d'Arenaza : dans les Montagnes de Triano, avec des stalactites et des restes d'exploitations minières.
- Grotte de Santa Maria Magdalena : dans laquelle a lieu une festivité populaire le 22 juillet.
- Torre de Loizaga : dans le quartier de Concejuelo, musée d'automobiles classiques.
- Complexe souterrain d'Atxuriaga : développe plus de 30 kilomètres de galeries naturelles.

## Personnalités liées à la commune
- Antonio María de Trueba y de la Quintana : auteur espagnol connu aussi comme Antón el de los Cantares, né le 24 décembre 1819 Galdames et mort le 10 mars 1889 Bilbao.

### Sources
- (es)/(eu) Cet article est partiellement ou en totalité issu des articles intitulés en espagnol « Galdames » (voir la liste des auteurs) et en basque « Galdames » (voir la liste des auteurs).